# Курмышская крепость
Курмышская крепость — основанная в 1372 году крепость в Курмыше — бывшем уездном городе Нижегородской области. На протяжении почти двух столетий Курмышская крепость на Суре являлась самым восточным форпостом Руси.

## Описание
Наиболее ранее подробное описание укреплений Курмыша встречается в Писцовой книге Курмыша 1623—1626 годов. Крепость находилась на левом берегу Суры у впадения в неё реки Курмышки. Она имела слегка круглые очертания и отсекала плавной дугой высокий мыс в пойме обеих рек. В настоящее время это место в связи с перемещением русла Суры на восток находится у старицы Суры. Высокий отвесный склон берега делал новую крепость практически неприступной для неприятеля. Периметр крепости составлял около 1,3 км. Стены и башни крепости, стоявшие на невысоком валу, с двух сторон защищались береговыми скатами, усиленными искусственным препятствием — «тыном вострым, а по тыну рублеными терасами». С напольной стороны крепость защищалась рвом глубиной и шириной в 5,5 м. По дну рва также проходил остроконечный частокол. У крепости в этот период было семь башен, в основном, прямоугольных. Одна из башен, называвшаяся Красной, имело шестигранную форму. Двое башен были проезжими. Кроме их ворот крепость имела «четверо ворот потайных» в стенах. В крепости находился воеводский двор, склад боеприпасов, тюрьма, 17 амбаров и житниц, 28 жилых домов, собор Успения Богородицы и церковное место. Помимо детинца, Писцовая книга упоминает вторую цепь укреплений — дубовый острог «круг посаду». Это укрепление было начато в 1610-х годах на случай прихода «литвы и черкас», но так и не окончено.
>

## История
Крепость была основана нижегородским князем Борисом Константиновичем в 1372 году в 100 км к востоку от Нижнего Новгорода и свидетельствовала об успехах по закреплению русского влияния в Поволжье ещё в XIV веке. Курмыш упоминается в летописном «Списке русских городов дальних и ближних» конца XIV века. В 1408 году крепость была разрушена Едигеем после его похода на Москву, но вновь отстроена. Вплоть до основания Свияжска накануне взятия Казани в 1552 году Курмыш оставался самой восточной крепостью Руси, принимавшей на себя множество ударов восточных и южных соседей. В 1445 году после разгрома русской рати в битве под Суздалем и пленения великого князя Василия II Тёмного казанский хан Улу-Мухаммед, опасаясь ответных мер Великого княжества Московского, обосновался в Курмыше ввиду его близости к Казанскому ханству и к степи. Именно здесь Василий II был в итоге отпущен за огромный выкуп.
В XVII веке Курмышская крепость, в связи с отодвижением границ государства на восток и юг (в частности, в связи с основанием Алатырской крепости) теряет своё важное пограничное значение и приходит в упадок. В 1670 году курмышане открыли ворота отряду разинцев во главе с атаманом Максимом Осиповым, а в 1774 году встречали Емельяна Пугачёва. Сама крепость большей частью сгорела в пожаре 1745 года.

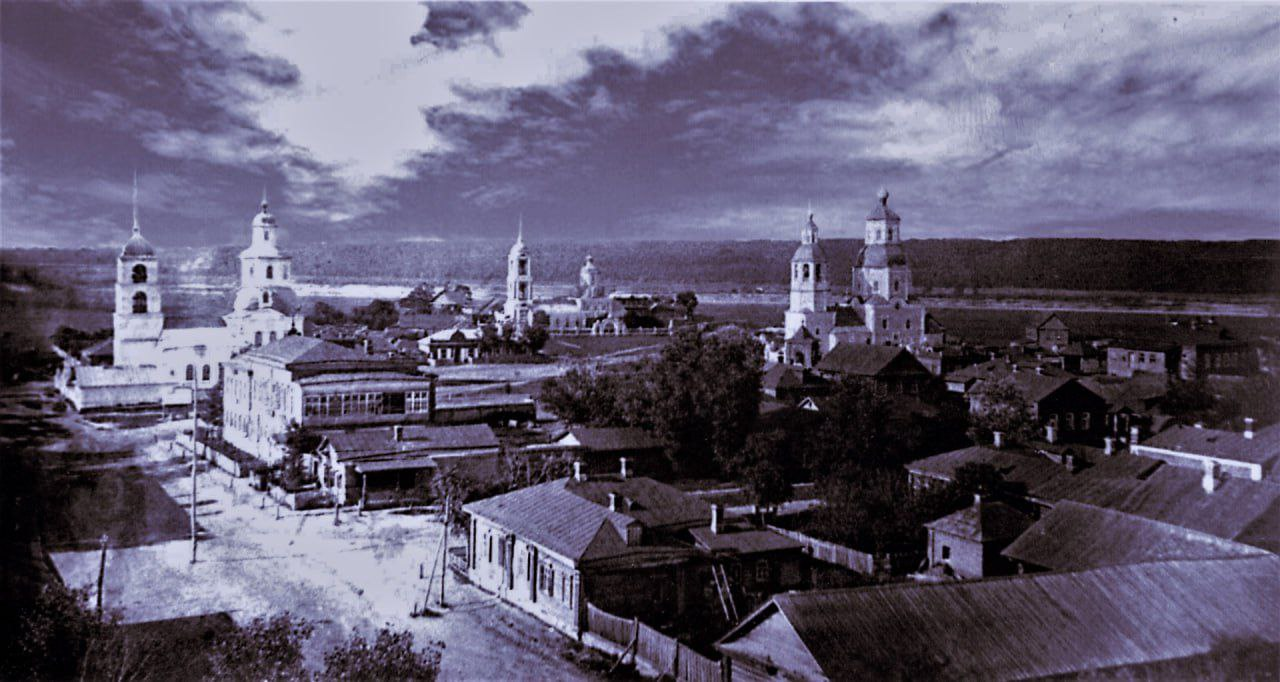
Архитектурный ансамбль на месте бывшей крепости Курмыша

До наших дней дошли лишь небольшие фрагменты вала и рвов крепости. Основная их часть была снивелирована при перестройке города по новому регулярному плану на рубеже XVIII—XIX веков. На месте бывшего кремля была разбита площадь со зданиями присутственных мест и городской сад. Вместо стоявших здесь деревянных храмов были построены кирпичные Успенский собор (1791), Покровская церковь (1745) и Рождественская церковь (1774).
На крутом обрыве коренного берега в нескольких местах были прослежены остатки крепости, сгор. В 1991 году отряд Нижегородской Археологической службы проводил работы на территории села с целью изучения характера культурного слоя, уточнялось также местоположение оборонительных сооружений старинной крепости.